# Andrachne ephemera
Andrachne ephemera là một loài thực vật có hoa trong họ Diệp hạ châu. Loài này được M.G.Gilbert mô tả khoa học đầu tiên năm 1987.